# Primera División 1960-1961 (Messico)
Il campionato di calcio di Primera División messicana 1960-1961 è stato il diciottesimo campionato a livello professionistico del Messico. Cominciò il 3 luglio 1960 e si concluse il 15 gennaio del 1961. Vide la vittoria finale del Guadalajara per la terza volta consecutiva..

## Squadre partecipanti
| Club              | Città                | Stadio                    | Stagione 1959-1960                         |
| ----------------- | -------------------- | ------------------------- | ------------------------------------------ |
| América           | Città del Messico    | Estadio Universitario     | 2º posto in Primera División               |
| Atlante           | Città del Messico    | Estadio Universitario     | 11º posto in Primera División              |
| Atlas             | Guadalajara          | Estadio Jalisco           | 3º posto in Primera División               |
| Celaya            | Celaya               | Estadio Emilio Butragueño | 12º posto in Primera División              |
| Guadalajara       | Guadalajara          | Estadio Jalisco           | (Campione)                                 |
| Irapuato          | Irapuato             | Estadio Irapuato          | 6º posto in Primera División               |
| León              | León                 | Estadio La Martinica      | 4º posto in Primera División               |
| Monterrey         | Monterrey            | Estadio Tecnológico       | 1º posto in Segunda División (Neopromosso) |
| Deportivo Morelia | Morelia              | Estadio Morelos           | 13º posto in Primera División              |
| Necaxa            | Città del Messico    | Estadio Universitario     | 9º posto in Primera División               |
| Oro               | Guadalajara          | Estadio Jalisco           | 7º posto in Primera División               |
| Tampico           | Tampico              | Parque España de Tampico  | 7º posto in Primera División               |
| Toluca            | Toluca               | Campo Patria              | 4º posto in Primera División               |
| CD Zacatepec      | Zacatepec de Hidalgo | Estadio Zacatepec         | 10º posto in Primera División              |

## Classifica finale
|  | Pos. | Squadra           | Pt | G  | V  | N  | P  | GF | GS | DR  |
|  | ---- | ----------------- | -- | -- | -- | -- | -- | -- | -- | --- |
|  | 1.   | Guadalajara       | 39 | 26 | 17 | 5  | 4  | 53 | 29 | +24 |
|  | 2.   | Oro               | 32 | 26 | 14 | 4  | 8  | 37 | 24 | +13 |
|  | 3.   | Atlas             | 29 | 26 | 11 | 7  | 8  | 38 | 31 | +7  |
|  | 4.   | Necaxa            | 29 | 26 | 9  | 11 | 6  | 35 | 34 | +1  |
|  | 5.   | León              | 26 | 26 | 11 | 4  | 11 | 36 | 34 | +2  |
|  | 6.   | América           | 26 | 26 | 8  | 10 | 8  | 29 | 28 | +1  |
|  | 7.   | Tampico           | 26 | 26 | 10 | 6  | 10 | 44 | 43 | +1  |
|  | 8.   | CD Zacatepec      | 26 | 26 | 10 | 6  | 10 | 44 | 51 | -7  |
|  | 9.   | Toluca            | 24 | 26 | 8  | 8  | 10 | 41 | 37 | +4  |
|  | 10.  | Atlante           | 23 | 26 | 8  | 7  | 11 | 33 | 40 | -7  |
|  | 11.  | Deportivo Morelia | 23 | 26 | 6  | 11 | 9  | 25 | 31 | -6  |
|  | 12.  | Irapuato          | 21 | 26 | 7  | 7  | 12 | 39 | 47 | -8  |
|  | 13.  | Monterrey         | 21 | 26 | 7  | 7  | 12 | 31 | 44 | -13 |
|  | 14.  | Celaya            | 19 | 26 | 6  | 7  | 13 | 25 | 38 | -13 |

Legenda:
      Campione del Messico
      Retrocesso in Segunda División
Note:
Due punti a vittoria, uno a pareggio, zero a sconfitta.

## Risultati

### Tabellone
|             | AME | ATN | ATS | CEL | GUA | IRA | LEO | MON | MOR | NEC | ORO | TAM | TOL | ZAC |
| América     |     | 0-1 | 1-1 | 1-0 | 0-1 | 1-0 | 0-0 | 1-2 | 3-0 | 0-0 | 0-1 | 4-1 | 2-0 | 1-1 |
| Atlante     | 0-1 |     | 1-4 | 3-1 | 0-1 | 1-1 | 0-2 | 2-2 | 1-1 | 2-1 | 2-1 | 2-0 | 2-1 | 2-2 |
| Atlas       | 1-1 | 1-0 |     | 1-0 | 2-0 | 2-2 | 3-2 | 3-1 | 1-1 | 0-2 | 2-1 | 3-2 | 1-1 | 6-1 |
| Celaya      | 1-1 | 0-0 | 2-3 |     | 0-3 | 2-3 | 1-0 | 1-1 | 2-1 | 0-1 | 0-3 | 0-0 | 1-0 | 0-1 |
| Guadalajara | 1-0 | 4-3 | 3-1 | 2-0 |     | 3-0 | 2-1 | 2-0 | 4-0 | 4-1 | 2-1 | 2-4 | 3-2 | 1-0 |
| Irapuato    | 2-2 | 1-2 | 2-1 | 0-3 | 4-1 |     | 0-2 | 3-1 | 0-3 | 1-1 | 1-0 | 2-1 | 1-2 | 4-0 |
| León        | 1-1 | 0-1 | 2-1 | 0-2 | 2-1 | 2-2 |     | 3-1 | 0-1 | 5-0 | 1-0 | 3-2 | 0-2 | 2-0 |
| Monterrey   | 3-1 | 1-1 | 0-1 | 0-1 | 1-1 | 3-2 | 1-2 |     | 0-2 | 1-0 | 1-0 | 0-0 | 3-2 | 2-1 |
| Morelia     | 5-0 | 0-0 | 1-1 | 2-2 | 0-4 | 2-2 | 0-1 | 0-0 |     | 0-0 | 0-2 | 1-1 | 0-0 | 0-0 |
| Necaxa      | 1-1 | 3-1 | 2-0 | 0-0 | 2-2 | 2-0 | 3-1 | 1-1 | 1-3 |     | 1-1 | 1-1 | 3-2 | 0-0 |
| Oro         | 1-1 | 3-2 | 1-0 | 3-1 | 1-1 | 2-1 | 2-1 | 3-1 | 1-0 | 2-0 |     | 0-0 | 2-1 | 3-1 |
| Tampico     | 2-1 | 5-2 | 1-0 | 3-1 | 1-2 | 0-1 | 1-0 | 4-1 | 1-0 | 3-4 | 1-2 |     | 1-1 | 6-1 |
| Toluca      | 1-2 | 1-0 | 0-0 | 1-1 | 2-2 | 2-2 | 5-1 | 4-2 | 0-2 | 2-2 | 1-0 | 5-1 |     | 3-0 |
| Zacatepec   | 1-3 | 3-2 | 1-0 | 5-3 | 1-1 | 5-3 | 2-2 | 3-2 | 4-0 | 1-3 | 2-1 | 5-1 | 3-0 |     |

## Verdetti finali
- Il Club Deportivo Guadalajara è campione del Messico.
- Il Club Deportivo Celaya retrocede in Segunda División.